# Liste der Kulturgüter in Walterswil BE
Die Liste der Kulturgüter in Walterswil BE enthält alle Objekte in der Gemeinde Walterswil im Kanton Bern, die gemäss der Haager Konvention zum Schutz von Kulturgut bei bewaffneten Konflikten, dem Bundesgesetz vom 20. Juni 2014 über den Schutz der Kulturgüter bei bewaffneten Konflikten sowie der Verordnung vom 29. Oktober 2014 über den Schutz der Kulturgüter bei bewaffneten Konflikten unter Schutz stehen.
Objekte der Kategorie A sind im Gemeindegebiet nicht ausgewiesen, Objekte der Kategorie B sind vollständig in der Liste enthalten, Objekte der Kategorie C fehlen zurzeit (Stand: 2. Mai 2024). Unter übrige Baudenkmäler sind Objekte zu finden, die im Bauinventar des Kantons Bern als «schützenswert» verzeichnet sind.

## Kulturgüter
| Foto |                                                              | Objekt                            | Kat. | Typ | Standort                | Beschreibung |
| ---- | ------------------------------------------------------------ | --------------------------------- | ---- | --- | ----------------------- | --- |
| ja   | Datei hochladen · Wikidata zu Reformierte Kirche (Q55415339) | Reformierte Kirche KGS-Nr.: 01331 | B    | G   | Dorf 71 625640 / 218045 | Das 1744/45 erbaute Kirchengebäude ist eine kleine, schlichte Saalkirche mit dreiseitigem Chorabschluss und kompaktem Baukörper. Das Kirchenschiff und der Chor sind unter einem einheitlichen Dach zusammengefasst. Darüber erhebt sich ein kräftiger sechseckiger Dachreiter mit Uhr und spitzem Helm. Die Fassaden besitzen eine einfache Steingliederung durch gefugte Ecklisenen und schmale Gurtgesimse. |

## Übrige Baudenkmäler
Hinweis: Anstelle der KGS-Nummer wird als Objekt-Identifikator (ID) die Grundstücksnummer verwendet.
| ID  | Foto |                 | Objekt                       | Typ | Standort                         | Beschreibung |
| --- | ---- | --------------- | ---------------------------- | --- | -------------------------------- | ------------ |
| 38  | BW   | Datei hochladen | Speicher (1701)              | G   | Gassen 110 624459 / 216020       |              |
| 59  | BW   | Datei hochladen | Pfarrhaus (1725–1727)        | G   | Lindenstrasse 72 625586 / 218043 |              |
| 156 | BW   | Datei hochladen | Speicher (1760)              | G   | Neuweid 51 624904 / 216497       |              |
| 179 | BW   | Datei hochladen | Bauernhaus (1868)            | G   | Schmidigen 3e 622904 / 215903    |              |
| 212 | BW   | Datei hochladen | Bauernhaus (frühes 20. Jh.)  | G   | Höhe 65a 625301 / 217746         |              |
| 246 | BW   | Datei hochladen | Bauernhaus (1802)            | G   | Wiggisberg 21 625037 / 215743    |              |
| 280 | BW   | Datei hochladen | Speicher (2. Hälfte 17. Jh.) | G   | Gassen 18a 624538 / 215954       |              |
| 313 | BW   | Datei hochladen | Bauernhaus (1778)            | G   | Gründen 47 625426 / 216745       |              |
| 602 | BW   | Datei hochladen | Speicher (1726)              | G   | Schmidigen 3b 622935 / 215985    |              |